# Jewgienij Kisielow
Jewgienij Dmitrijewicz Kisielow (ros. Евге́ний Дми́триевич Киселёв, ur. 1908, zm. 1963) – radziecki dyplomata.

## Życiorys
Członek WKP(b), 1938-1939 pracownik Konsulatu ZSRR w Kłajpedzie, 1939-1940 pracownik centrali Ludowego Komisariatu Spraw Zagranicznych ZSRR, od 1940 do 22 czerwca 1941 konsul generalny ZSRR w Królewcu. 1943-1945 konsul generalny ZSRR w Nowym Jorku, 1945-1948 doradca polityczny ds. Austrii przy Głównodowodzącym Centralnej Grupy Wojsk, 1946-1948 polityczny przedstawiciel ZSRR w Austrii, 1948-1949 kierownik Wydziału Bałkańskiego Ministerstwa Spraw Zagranicznych ZSRR. Od 20 listopada 1949 do 15 lipca 1954 na Węgrzech, 1954-1955 kierownik Wydziału Protokolarnego MSZ ZSRR, od 1955 do stycznia 1956 zastępca kierownika Wydziału II Europejskiego MSZ ZSRR, od 1 stycznia 1956 do 22 lutego 1958 ambasador nadzwyczajny i pełnomocny ZSRR w Egipcie. Od 4 sierpnia 1956 do 14 sierpnia 1959 ambasador nadzwyczajny i pełnomocny ZSRR w Jemenie, jednocześnie od 22 lutego 1958 do 6 sierpnia 1959 ambasador nadzwyczajny i pełnomocny ZSRR w ZRA, od sierpnia 1959 do 1962 kierownik Wydziału Państw Bliskiego Wschodu MSZ ZSRR, 1962-1963 zastępca sekretarza generalnego ONZ.